# 東野光生
東野 光生（とうの こうせい、1946年5月21日 - ）は、日本の水墨画家、小説家。
和歌山県東牟婁郡串本町生まれ。本名・山本太郎。水墨画を内山雨海に師事、絵を教えながら小説を書く。親友・大久保喬樹の紹介で長篇小説「浅黄の帽子」を江藤淳に見せ、江藤が『文藝』に紹介して掲載される。1984年からフロリダ州立大学に水墨画の客員教授として赴任。2000年、長編小説『似顔絵』で芸術選奨文部科学大臣新人賞受賞。絵画の代表作品として、『涅槃図』（全龍寺蔵）、『大日如来図』（高野山遍照光院蔵）、障壁画『臨照図』（善光寺蔵）など。

## 著書
- 『浅黄の帽子』 河出書房新社、1984年
- 『涅槃 東野光生寺院水墨画の世界』 河出書房新社、1994年
- 『似顔絵』 河出書房新社、2000年
- 『補陀落幻影』 作品社、2004年
- 『四季曼荼羅 新作襖絵 世界遺産仁和寺高松宮記念書院』 毎日新聞社、2008年

## 注
1. 1 2  『読売年鑑 2016年版』（読売新聞東京本社、2016年）p.485
2. ↑  江藤「『浅黄の帽子』」『西御門雑記』文藝春秋

## 参考
- 東野光生 プロフィール
- セブンネット
- 『浅黄の帽子』著者紹介